# Bucculatrix
Famille
Genre
Bucculatrix est le seul genre de la famille des Bucculatricidae, insectes appartenant à l'ordre des lépidoptères. Leurs larves sont dites « mineuses » car elles creusent des galeries dans les feuilles sur lesquelles les œufs ont été pondus.

## Liste des espèces
D'après uBIO le genre regroupe plus de 250 espèces :

## Synonymes

### Pour la famille
- Bacculatrigidae

### Pour le genre
- Ceroclastis Zeller, 1848

### Pour la famille
- (en) Tree of Life Web Project : Bucculatricidae
- (en) Catalogue of Life : Bucculatricidae (consulté le 11 décembre 2020)
- (en) Fauna Europaea : Bucculatricidae Fracker, 1915 (consulté le 22 mars 2023)
- (en) NCBI : Bucculatricidae (taxons inclus)
- (en) FUNET Tree of Life : Bucculatricidae

### Pour le genre
- (en) Fauna Europaea : Bucculatrix Zeller, 1839 (consulté le 22 mars 2023)
- (en) BioLib : Bucculatrix
- (en) NCBI : Bucculatrix (taxons inclus)
- (en) FUNET Tree of Life : Bucculatrix